# Сінт-Якобіпарохі
Сінт-Якобіпарохі (нід. Sint Jacobiparochie, нід. вимова: [ˈsɪnt jɑˈkoː.bi.paːˌrɔ.xi]) — село в нідерландській провінції Фрисландія, на узбережжі Ватового моря. Входить до муніципалітету Вадхуке.
Його площа становить 23,18км², а населення станом на 2021 рік складало 1 765 осіб.
Перша згадка про населений пункт датується 1570 роком.

## Галерея

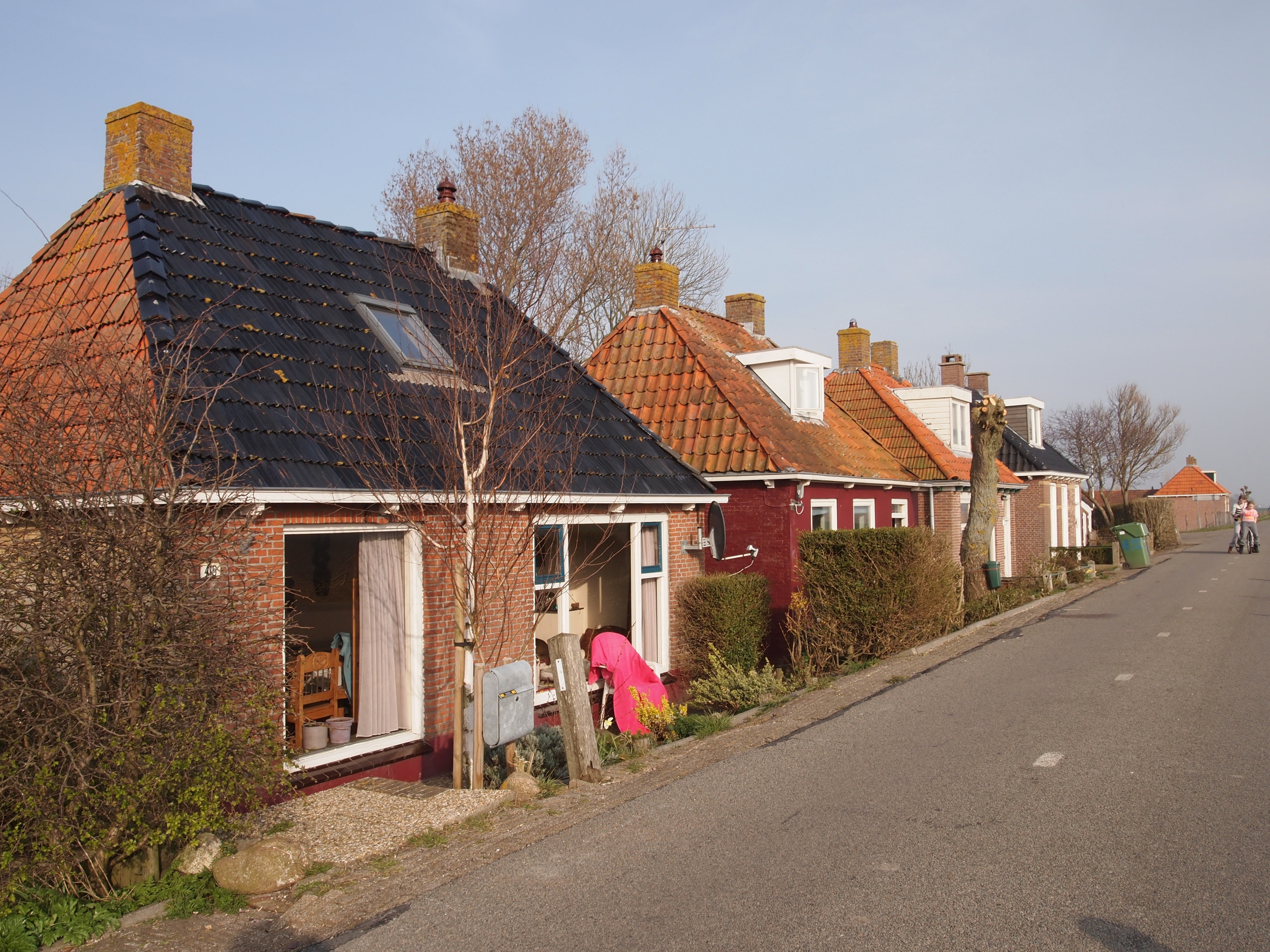
Будинки на дамбі
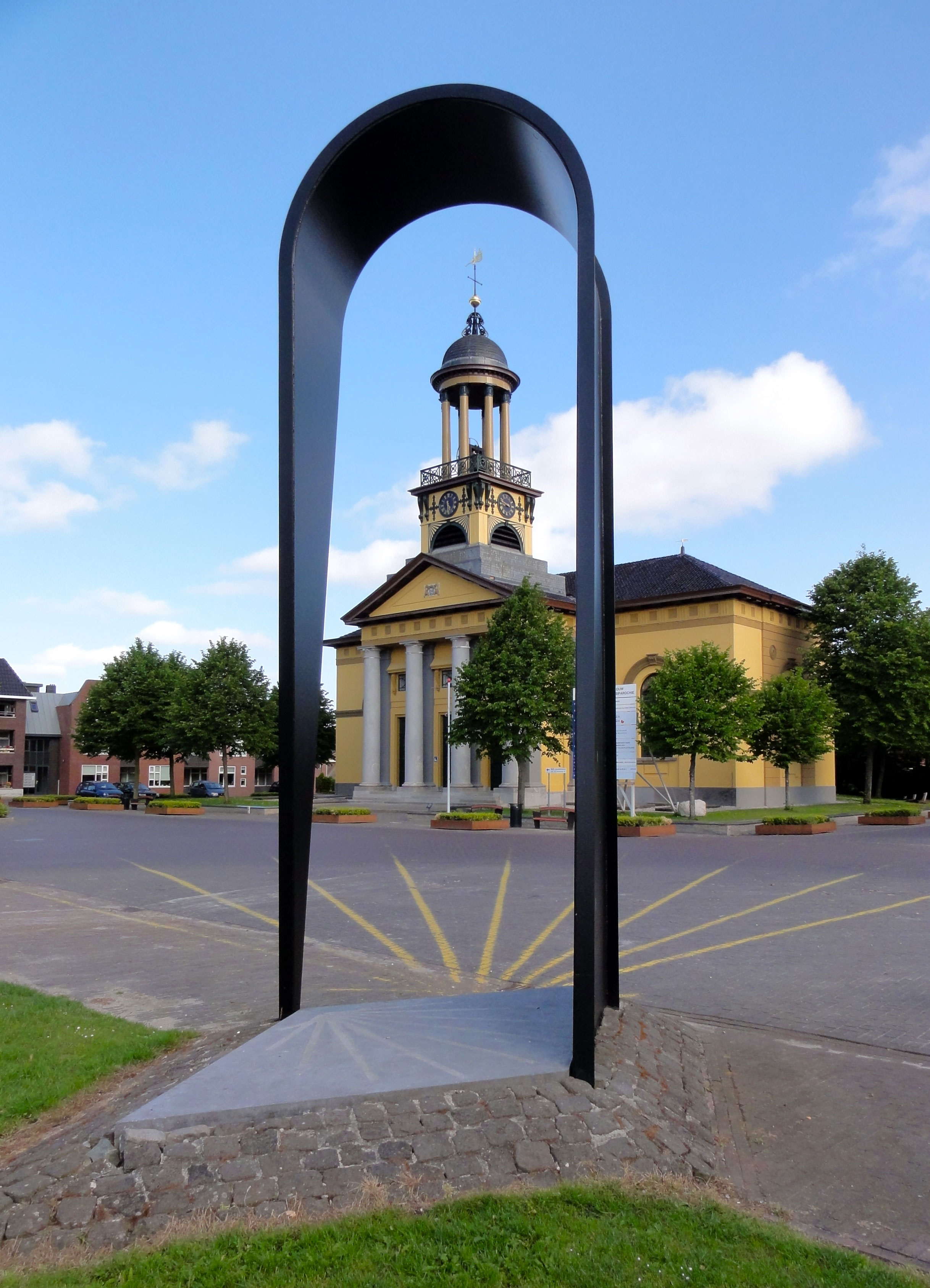
Показник маршруту пілігримів
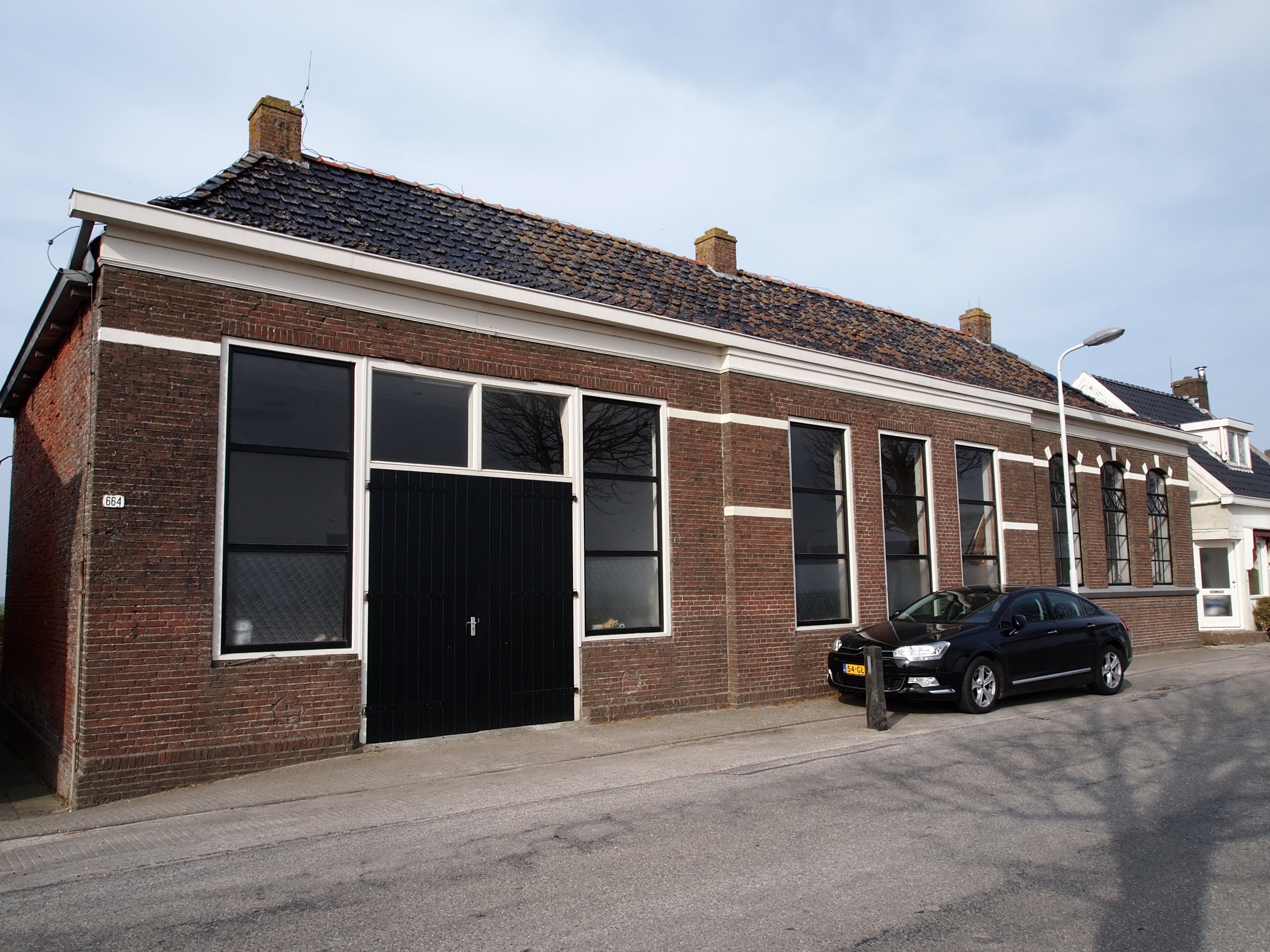
Будівля колишньої школи
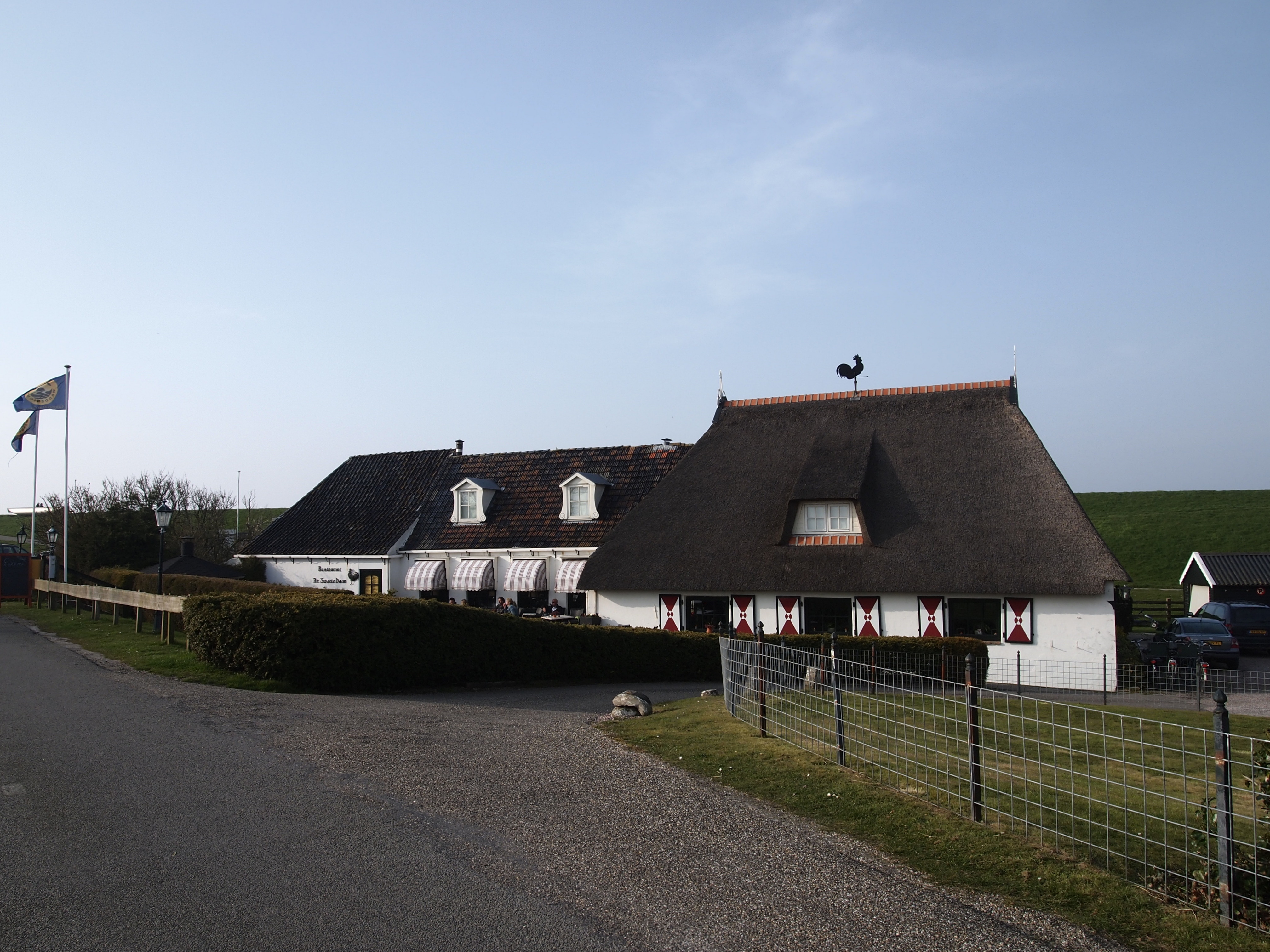
Ресторан